# Йоган Герман Вессель
Йоган Герман Вессель (норв. Johan Herman Wessel; 6 жовтня  1742, Вестбю — 29 грудня 1785 року, Копенгаген) — норвезький і данський поет, автор сатиричних віршів, епіграм, драматичних творів.

## Життєпис
Йоган Герман Вессель народився 6 жовтня  1742 року в Вестбю у родині священика. Його батько Йонас Вессель (1707—1785) був священнослужителем парафії, а мати, Елен Марія Шумахер (1715—1789) виховувала займалась вихованням своїх тринадцяти дітей. Йоган був старшим братом відомого математика Каспара Весселя (1745—1818 р.). Закінчив університет у Копенгагені, де вивчав іноземні мови. Заробляв собі на життя головним чином як перекладач і наставник.
Він жив богемним життя в Копенгагені. Мав випадкову роботу і ослаблене здоров'я. Його захопленням було об'єднувати норвезьких діячів літератури, культивувати їхню національну ідентичність. За свою вченість був прозваний друзями «lux mundi» (світлом світу). Вессель був противником схоластики і католицької церкви. У 1780 році він одружився з Анною Catharia Bukier (1748—1813). У них був один син, Йонас Вессель, який народився у 1781 році. Родина страждала від його алкоголізму і депресії. Йоган Герман Вессель помер у віці 43 років у Копенгагені.

## Творчість
Письменник — майстер поширеного в данській і норвезькій літературах передромантизму жанру комічного оповідання у віршах, багато з яких створював, імпровізуючи. Видавав сатиричний щотижневик «Ваш слуга, нероби!», 1784), був одним із засновників «Норвезького товариства» (1772—1813) — свого роду літературного клубу патріотично налаштованих норвежців, які жили в Копенгагені.
Вессель відомий за його почуття гумору і велику кількість сатиричних творів, які розповідають про людську дурість і несправедливість. Стиль Весселя є свідомо складний і в той же час елегантний і дотепний. Його інший жанр — епіграми, короткі, дотепні, нахабна, чіткі та іронічні вірші. Він розпочав кар'єру трагікомедією "Kjä Strömper uden rlighed («l кохання без панчохи»), завдяки якій він став одним з найбільш популярних письменників Данії. Ім'я автора не було зазначено, проте незабаром всі дізналися, що він із Скандинавії. Написаний у 1772 році твір розповідає про банальні щоденні конфлікти, проте автор дотримується формальних правил «високого стилю» і техніки французької класицистичної трагедії та італійської опери. Прем'єра відбулася 26 березня 1773 року в Королівському театрі і мала великий успіх. У творчому доробку Йогана Германа Весселя є і серйозні вірші, і гумористичні оповідання, і лірична поезія. Багато висловів Весселя стали афоризмами. В іншій комедії, «Anno 7603», написаній у 1781 році, автор один із перших розповідає про подорож у часі.